# 9 février aux Jeux olympiques d'hiver de 2014

Le dimanche 9 février aux Jeux olympiques d'hiver de 2014 est le troisième jour de compétition.

## Programme
| Heure UTC+4 (Sotchi)                          |               |
| bleu                                          | Cérémonie     |
| neutre                                        | Épreuve       |
| or                                            | Finale        |
| orange                                        | Petite finale |
| rose                                          | Reporté       |
| gris                                          | Annulé        |
| Compétition masculine                         | Hommes        |
| Compétition féminine                          | Femmes        |
| Compétition mixte (hommes et femmes mélangés) | Mixte         |
| Compétition en couple (1 homme et 1 femme)    | Couple        |
| modifier                                      |               |

| Horaire | Discipline Spécialité | Discipline Spécialité                                      | Discipline Spécialité                      | Phase                                | Résultats                                               | Références |
| ------- | --------------------- | ---------------------------------------------------------- | ------------------------------------------ | ------------------------------------ | ------------------------------------------------------- | ---------- |
| 10:30   |                       | Snowboard Slopestyle                                       | Compétition femmes                         | Qualification                        | -                                                       | -          |
| 11:00   |                       | Ski alpin Descente                                         | Compétition hommes                         | Finale                               | Matthias Mayer · Christof Innerhofer · Kjetil Jansrud   | -          |
| 12:00   |                       | Hockey sur glace                                           | Compétition femmes                         | Tour préliminaire Groupe B - Match 3 | 1-0                                                     | [ 1 ]      |
| 13:15   |                       | Snowboard Slopestyle                                       | Compétition femmes                         | Finale                               | Jamie Anderson · Enni Rukajärvi · Jenny Jones           | -          |
| 14:00   |                       | Ski de fond 30 km skiathlon                                | Compétition hommes                         | Finale                               | Dario Cologna · Marcus Hellner · Martin Johnsrud Sundby | -          |
| 15:30   |                       | Patinage de vitesse 3 000 m                                | Compétition femmes                         | Finale                               | Ireen Wüst · Martina Sáblíková · Olga Graf              | -          |
| 17:00   |                       | Hockey sur glace                                           | Compétition femmes                         | Tour préliminaire Groupe B - Match 4 | 4-1                                                     | [ 2 ]      |
| 18:30   |                       | Biathlon Sprint (7,5 km)                                   | Compétition femmes                         | Finale                               | Anastasia Kuzmina · Olga Vilukhina · Vita Semerenko     | -          |
| 18:30   |                       | Luge Simple - Manche 3 & 4                                 | Compétition hommes                         | Finale                               | Felix Loch · Albert Demtschenko · Armin Zöggeler        | -          |
| 19:00   |                       | Patinage artistique Épreuves par équipes - Danse libre     | Compétition en couple (1 homme et 1 femme) | Manche de compétition                | -                                                       | -          |
| 19:00   |                       | Patinage artistique Épreuves par équipes - Programme libre | Compétition femmes                         | Manche de compétition                | -                                                       | -          |
| 18:30   |                       | Patinage artistique Épreuves par équipes - Programme libre | Compétition hommes                         | Finale                               | Russie · Canada · États-Unis                            | -          |
| 21:30   |                       | Saut à ski Tremplin normal (HS 105)                        | Compétition hommes                         | Finale                               | Kamil Stoch · Peter Prevc · Anders Bardal               | -          |

## Médailles du jour
| Rang  | Nation             | Or | Argent | Bronze | Total |
| ----- | ------------------ | -- | ------ | ------ | ----- |
| 1     | Russie             | 1  | 2      | 1      | 4     |
| 2     | Norvège            | 0  | 0      | 3      | 3     |
| 3     | États-Unis         | 1  | 0      | 1      | 2     |
| 4     | Italie             | 0  | 1      | 1      | 2     |
| 5     | Allemagne          | 1  | 0      | 0      | 1     |
| 5     | Autriche           | 1  | 0      | 0      | 1     |
| 5     | Pays-Bas           | 1  | 0      | 0      | 1     |
| 5     | Pologne            | 1  | 0      | 0      | 1     |
| 5     | Slovaquie          | 1  | 0      | 0      | 1     |
| 5     | Suisse             | 1  | 0      | 0      | 1     |
| 11    | Canada             | 0  | 1      | 0      | 1     |
| 11    | Finlande           | 0  | 1      | 0      | 1     |
| 11    | République tchèque | 0  | 1      | 0      | 1     |
| 11    | Slovénie           | 0  | 1      | 0      | 1     |
| 11    | Suède              | 0  | 1      | 0      | 1     |
| 16    | Grande-Bretagne    | 0  | 0      | 1      | 1     |
| 16    | Ukraine            | 0  | 0      | 1      | 1     |
| Total | Total              | 8  | 8      | 8      | 24    |